# Diocèse de Lugano
Le diocèse de Lugano (en latin : dioecesis Luganensis ; en italien : diocesi di Lugano) est un des six diocèses de l'Église catholique en Suisse. Érigé en 1971, il couvre le canton du Tessin. Le siège épiscopal est vacant depuis la démission de Valerio Lazzeri le 10 octobre 2022, avec Alain de Raemy nommé administrateur apostolique. Il siège à la cathédrale de Lugano. Les évêques émérites de Lugano sont Ernesto Togni et Pier Giacomo Grampa.

## Histoire
Avant le XIXe siècle les territoires du futur canton du Tessin sont administrés par le duché de Milan puis par des cantons suisses. Durant la période Napoléonienne, en 1803, le canton du Tessin est créé. Dans un premier temps, ce changement n'a aucune influence au niveau des différentes paroisses qui font toujours partie, soit du diocèse de Côme pour le nord est et l'est du canton ou de l'archidiocèse de Milan pour le reste du canton. Les changements vont intervenir au milieu du XIXe siècle. Au niveau national, en 1859, le Conseil fédéral promulgue la suppression des juridictions épiscopales étrangères sur tout le territoire suisse. Le Tessin étant rattaché à deux diocèses italiens doit régulariser sa situation et le Conseil fédéral décide unilatéralement son rattachement au diocèse de Bâle, sans demander l'avis du Saint-Siège. L'archevêque de Milan Luigi Nazari di Calabiana avec l'évêque de Bâle Eugène Lachat vont apporter une solution en permettant l'érection d'une province ecclésiastique autonome rattachée au diocèse de Bâle par une union aeque principaliter. Ainsi, le 7 septembre 1888 le pape Léon XIII érige cette dernière par la bulle Ad universam,. Dans les faits, le diocèse de Lugano est créé, bien qu'il ne soit jamais nommé ainsi car le droit fédéral suisse empêche la création d'un nouveau diocèse. La situation demeure telle quelle jusqu'au milieu de la seconde partie du XXe siècle. Dans la bulle Paroecialis et collegialis du pape Paul VI, le diocèse de Lugano est érigé canoniquement le 8 mars 1971. Comme les autres diocèses de Suisse, il est directement dépendant du Saint-Siège.

## Territoire et composition
Le diocèse de Lugano a une superficie de 2 811 km2. Il est limitrophe du diocèse de Coire au nord, du diocèse de Côme au sud, et des diocèses de Novara et Sion à l'ouest.
Le diocèse compte 233 017 fidèles catholiques, soit 76 % de la population totale. 279 prêtres portent leur ministère dans 256 paroisses. Il y a 580 religieux dans ce diocèse. Concernant son clergé, le diocèse de Lugano présente la particularité, en Suisse, d'avoir la plus petite moyenne d'âge. En effet, en 2012 43 % du clergé a moins de 55 ans. À titre de comparaison, ce taux est de 24 % dans les diocèses de Bâle et de Saint-Gall. Le diocèse compte deux séminaires : un séminaire diocésain classique et un deuxième séminaire diocésain et missionnaire appartenant au Chemin néocatéchuménal.

### Vicariats
Depuis 1969, le diocèse de Lugano est divisé en six vicariats : celui de Bellinzone et ceux du Locarnais, du Luganais, du Malcantone, du Mendrisiotto et des Tre Valli.

## Rites
Le diocèse de Lugano est le seul diocèse en Suisse à célébrer selon un autre rite que le rite romain, qu'il soit dans sa forme ordinaire ou extraordinaire. En effet, avant sa création, le territoire du diocèse était pour la plupart dans le diocèse de Côme qui célèbre aussi selon le rite romain ou pour une plus petite part, formée de 53 paroisses, dans l'archidiocèse de Milan dont le rite liturgique est le rite ambrosien. Celui-ci est donc toujours pratiqué dans cette partie du diocèse de Lugano.

## Administrateurs apostoliques et évêques
- Eugène Lachat, (10 août 1885 - 1er novembre 1886)
- Vincenzo Molo (de) (1888 - 1904)
- Alfredo Peri-Morosini (de) (1904 - 1916)
- Stefano Aurelio Bacciarini (1917 - 1935)
- Alfredo Noseda (de)
- Angelo Giuseppe Jelmini  (1935 - 1968)
- Giuseppe Martinoli (de) (dernier administrateur apostolique de 1968 à 1971 puis premier évêque de Lugano de 1971 à 1978)
- Ernesto Togni (en) (1978 - 1985)
- Eugenio Corecco (1986 - 1995)
- Giuseppe Torti (1995 - 2003)
- Pier Giacomo Grampa (2003 - 4 novembre 2013)[6]
- Valerio Lazzeri (7 décembre 2013 - 10 octobre 2022)[7],[8]
- Alain de Raemy (administrateur apostolique depuis le 10 octobre 2022)[8]

### Nomination du nouvel évêque
Lors de la vacance du siège épiscopal, il faut nommer un nouvel évêque à la tête du diocèse. Dans le diocèse de Lugano, ce dernier est librement nommé par le Saint-Siège parmi les prêtres du diocèse.